# SASA (ミュージシャン)
SASA（ササ）は、日本のシンガーソングライター、音楽プロデューサー・編曲家である。山梨県出身。また旧芸名としてMASATAKA（マサタカ）、笹本將太（ささもと しょうた）がある。身長176cm。

## 経歴
1991年、MASATAKA名義でDEER（旧Zoo Jr.）に加入。
1994年、笹本將太名義でビクターエンタテインメントよりソロデビュー。
1999年、SASA名義でJ Soul Brothersのボーカル&コンポーザーとしてデビュー。
2001年8月24日、渋谷のATOMで行われた『SASA FINAL LIVE & ATSUSHI, SHUN FIRST LIVE』を最後にJ Soul Brothersを脱退。以後、自宅スタジオ「BOLT PUNK STUDIO」を拠点に様々なアーティストに楽曲を提供しつつソロ活動を開始。
2003年、インディーズレーベル「D.T.B.RECORDS」設立。
2007年、W-SCOREを結成。
2013年、EMALFのプロデュースを開始。

## 参加グループ
- DEER（1991年 - 1993年）
- J Soul Brothers（1999年 - 2001年）
- W-SCORE（2007年 - ）

## 作品

### シングル
笹本將太名義
1. 終わらない夢（1994年5月21日）

SASA名義
1. High Time（2003年12月10日）

### アルバム
笹本將太名義
1. GET BUSY!（1994年7月21日）

SASA名義
1. Soul Works（2004年1月21日）- ミニアルバム
2. If You Love Me（2004年7月21日）- ミニアルバム
3. TRAVELLER（2004年7月21日）- ミニアルバム

### 主な提供作品
- I'm in love / MAX（1998年：作曲・編曲）
- Fly Away / EXILE（2002年：作詞・作曲）- J Soul Brothersのカバー曲
- キミマツボク / CHEMISTRY（2009年：作曲）
- SUMMER RIDER / DA PUMP（2009年：作詞・作曲・サウンドプロデュース）
- Neo Generatorz / mihimaru GT（2011年：共作曲・編曲）
- プロペラ大回転 / mihimaru GT （2012年：編曲）
- 満月が消えた / 乃木坂46（2017年：作曲・編曲）
- ライブ神 / 乃木坂46（2017年：作曲・編曲）
- スカウトマン /  乃木坂46（2018年：作曲・編曲）
- Student Dance / 欅坂46（2018年：作曲・編曲）
- 耳を塞げ! / AKB48（2018年：作曲・編曲）
- Enjoy無礼講! / NMB48（2023年：作曲・編曲）